# 小行星8528
小行星8528（英語：8528）是一颗围绕太阳公转的小行星。1992年9月29日，亨利·E·霍爾特在帕洛马山发现了此天体。
这颗小行星的绝对星等为168.0454147235899等。